# Felix Jackson
Felix Jackson (geboren als Felix Raphael Joachimson am 5. Juni 1902 in Hamburg; gestorben am 4. Dezember 1992 in Woodland Hills, Los Angeles) war ein deutsch-amerikanischer Autor, Drehbuchautor und Filmproduzent.

## Leben
Der Sohn des Kaufmanns Siegfried Joachimson und seiner Ehefrau Fanny besuchte die Schule in Wyk auf Föhr, dann drei Jahre ein Internat in Klosters. Nach dem Abitur am Mommsen-Gymnasium begann Joachimson ein Jura- und Ökonomiestudium in Freiburg.
1923 ging er nach Berlin und wurde Kritiker beim Börsen-Courier. Victor Barnowsky holte ihn als Assistent an seine Bühnen. 1927 wurde sein erstes Bühnenstück Fünf von der Jazzband unter der Regie von Erich Engel am Staatlichen Schauspielhaus uraufgeführt. Er schrieb Komödien, Musical-Librettos und bearbeitete Theaterstücke. 1930 wurde mit Wie werde ich reich und glücklich? unter der Regie von Max Reichmann erstmals eine seiner Komödien verfilmt.
Ab 1932 verfasste Joachimson Filmdrehbücher. Er schrieb die Drehbücher zu einer Reihe von Unterhaltungsfilmen, darunter  Lachende Erben, Csibi, der Fratz, Kleine Mutti und zusammen mit Bruce Manning Sprechstunde für Liebe (Appointment for Love).
Nach der Machtergreifung der Nationalsozialisten kam es bei der Berliner Premiere von Das häßliche Mädchen am 8. September 1933 zu antisemitischen Krawallen. Joachimsons Name wurde im Vorspann bereits verschwiegen. Im Oktober 1933 emigrierte er nach Budapest und Wien. Joe Pasternak engagierte ihn dort als Filmautor. Seither war Joachimson hauptsächlich für österreichisch-ungarische Co-Produktionen tätig.
Im Februar 1937 emigrierte er in die USA. Auch als Felix Jackson blieb er dem Genre des Unterhaltungsfilms treu, vorwiegend als Autor für die Columbia. Jackson betätigte sich ab 1943 auch als Film- und später Fernsehproduzent.
1956 veröffentlichte er den autobiographischen Roman So Help Me God: A Novel über seine Erlebnisse im faschistischen Deutschland, auf Deutsch 1993 im Alamo Verlag unter dem Titel Berlin, April 1933 erschienen. Ab 1965 arbeitete er als freier Schriftsteller und schrieb mehrere Romane und Bühnenstücke.
Er war zeitweilig verheiratet mit der Filmschauspielerin Deanna Durbin.

## Werke (Auswahl)
- So Help Me God: A Novel.
- Secrets of the Blood. 1980
  - Berlin, April 1933. Roman. Übersetzung Stefan Weidle. Nachwort Helmut G. Asper. Aachen : Alano, 1993

## Filmografie (Auswahl)
Drehbuch
- 1931: Nie wieder Liebe!
- 1932: Wie sag’ ich’s meinem Mann?
- 1932: Liebe auf den ersten Ton
- 1933: Lachende Erben
- 1933: Das häßliche Mädchen
- 1934: Csibi, der Fratz
- 1934: Peter, das Mädchen von der Tankstelle (Peter)
- 1935: Kleine Mutti
- 1935: 4½ Musketiere (Három és fél muskétás)
- 1935: Tagebuch der Geliebten
- 1936: Katharina die Letzte
- 1938: Mad About Music
- 1938: Wirbelwind aus Paris (The Rage of Paris)
- 1939: Die Findelmutter (Bachelor Mother)
- 1939: Der große Bluff (Destry Rides Again)
- 1940: Spring Parade
- 1941: Seitenstraße (Back Street)
- 1941: Sprechstunde für Liebe (Appointment for Love)

Produktion
- 1946: Ich sing’ mich in dein Herz hinein (Because of Him)